# Stor blåhejre
Stor blåhejre (latin: Ardea herodias) er en fugleart, der lever i Nordamerika.